# Jakubovany (district de Liptovský Mikuláš)
Jakubovany (hongrois : Jakabfalu) est un village de Slovaquie situé dans la région de Žilina.

## Histoire
La première mention écrite du village date de 1286.

## Démographie

### Évolution de la population
| Année:               | 1994. | 2004.    | 2014.   | 2024.   |
| -------------------- | ----- | -------- | ------- | ------- |
| Nombre de personnes: | 534   | 425      | 402     | 366     |
| Différence:          |       | -20,41 % | -5,41 % | -8,95 % |

| Année:               | 2023. | 2024. |
| -------------------- | ----- | ----- |
| Nombre de personnes: | 366   | 366   |
| Différence:          |       | +0 %  |